# Rescue Me (Thirty Seconds to Mars)
Rescue Me è un singolo del gruppo musicale statunitense Thirty Seconds to Mars, pubblicato il 30 marzo 2018 come quarto estratto dal quinto album in studio America.
Il 15 giugno dello stesso il singolo è stato pubblicato nuovamente per il download digitale con una nuova copertina raffigurante il frontman Jared Leto.

## Descrizione
Il brano è fortemente influenzato da sonorità elettroniche, in linea con le altre tracce di America.
Secondo Jared Leto il testo del brano riguarda «il dolore, una canzone sull'emancipazione, una canzone sulla fede e una canzone sulla libertà. Libertà dalle macerie del tuo passato. Libertà dalla schiavitù di sé. E la libertà di abbracciare tutte le promesse che la vita ha da offrire».

## Video musicale

Screenshot tratto dal video del brano

Il videoclip è stato diretto da Mark Romanek e presentato il 12 giugno 2018 in anteprima su MTV Music. Si tratta del primo videoclip dai tempi di This Is War a non essere stato diretto da Jared Leto, nonché il primo dopo la dipartita del chitarrista Tomo Miličević avvenuta il giorno prima.
In esso vengono mostrati scene dei fratelli Leto intenti a eseguire il brano all'interno di una stanza nera con altre in cui viene un gruppo variegato ed eclettico di persone, oltre a figurare un cameo delle attrici Sofia Boutella e Paris Jackson, oltre a Arrow de Wilde degli Starcrawlers.

## Tracce
Testi e musiche di Jared Leto e Graham Muron.
Download digitale
1. Rescue Me – 3:37

Download digitale – remix
1. Rescue Me (with Projota) – 3:36

## Classifiche
| Classifica (2018)                | Posizione massima |
| -------------------------------- | ----------------- |
| Stati Uniti (alternative)        | 18                |
| Stati Uniti (rock & alternative) | 31                |